# Esch-Mayrwies
Esch-Mayrwies ist ein Dorf in der Gemeinde Hallwang mit 1629 Einwohnern im Bezirk Salzburg-Umgebung im Salzburger Land in Österreich. 

## Geographische Lage
Das Dorf liegt östlich von Salzburg. 

## Verkehr

### Straßen
Die Wiener Straße (B 1) (hier Linzer Bundesstraße) führt durch Esch-Mayrwies.

### Öffentlicher Verkehr
Die Haltestellen Mayrwies Ortsmitte, ~Schusterweg, ~Daxluegstraße werden von der Obus-Linie 4 angefahren.